# Breidvågnipa
Der Breidvågnipa (norwegisch für Breitbuchtspitze) ist ein 325 m hoher Berg an der Prinz-Harald-Küste des ostantarktischen Königin-Maud-Lands. Er ragt 800 m südöstlich des Mount Hiroe auf.
Norwegische Kartografen, die ihn in Anlehnung an die Benennung der nahegelegenen Bucht Breidvåg benannten, kartierten ihn anhand von Luftaufnahmen, die bei der Lars-Christensen-Expedition 1936/37 entstanden.